# Vrenz Bleijenbergh
Vrenz Paul M. Bleijenbergh (Brasschaat, Bélgica, 14 de octubre de 2000) es un baloncestista belga que pertenece a la plantilla del Merkezefendi Belediyesi de la BSL turca. Con 2,08 metros de estatura, juega en la posición de alero. 

## Trayectoria deportiva
Bleijenbergh  es un jugador formado en la cantera del Antwerp Giants con el que firmó un contrato profesional en octubre de 2018. Rechazó ofertas universitarias de Arizona, Texas Tech y UCLA, entre otros. 
En las siguientes temporadas formaría parte de la primera plantilla del Antwerp Giants, con el que logró la Copa de Bélgica en el año 2020.
En la temporada 2020-21, Bleijenbergh se convirtió en titular habitual con Antwerp Giants, con el que disputó 31 encuentros en la EuroMillions Basketball League, máxima categoría nacional en Bélgica, en los que promedió 9.5 puntos y 5.4 rebotes. En la Eurocup jugó 9 encuentros, con 9.7 puntos y 2.7 rebotes de media. 
El 1 de junio de 2021, Bleijenbergh se declaró para el draft de la NBA de 2021.
El 10 de agosto de 2021, firma por tres temporadas con el Real Betis Baloncesto de la Liga Endesa. El 7 de febrero de 2022, se produce un acuerdo entre ambas partes para poner fin a la relación contractual del belga con la entidad verdiblanca.
El 26 de febrero de 2022 fue adquirido por los Windy City Bulls de la G League.
El 1 de agosto de 2022 firmó con el equipo belga del Filou Oostende de la BNXT League.
El 26 de julio de 2023 fichó por el Merkezefendi Belediyesi de la BSL turca.

### Selección nacional
Es internacional con la Selección de baloncesto de Bélgica en la que debutó el 24 de febrero de 2019, anotando tres puntos contra Islandia durante los pre-clasificatorios del EuroBasket 2022.
En septiembre de 2022 disputó con el combinado absoluto belga el EuroBasket 2022, finalizando en decimocuarta posición.